# جيفري بيركنز
جيفري بيركنز (بالإنجليزية: Jeffrey Perkins)‏ هو مهندس الصوت أمريكي، ولد في القرن العشرين.

## وصلات خارجية
- جيفري بيركنز على موقع IMDb (الإنجليزية)
- جيفري بيركنز على موقع قاعدة بيانات الفيلم (الإنجليزية)